# Survivor (песен на Дестинис Чайлд)
Survivor е деветият сингъл на американската група Destiny's Child издаден на 6 март 2001 година. Песента се задържа на 2 място в класацията Билборд за сингли. В САЩ има реализирани продажби от 4 милиона 15 хиляди копия и е със златна сертификация.

## Списък

### Американско и Канадско CD
1. „Survivor“ (remix удължена версия с Да Брат) – 4:24
2. „Survivor“ (Calderone club mix) – 9:26
3. „Survivor“ (Calderone Drum Dub mix) – 6:45
4. „Survivor“ (CB200 Club Anthem mix) – 6:20
5. „Survivor“ (Azza'z soul remix) – 4:30

### Британски 7-inch сингъл
A „Survivor“ – 4:14
B „Survivor“ (с Да Брат) – 4:24

### Британски 12-inch сингъл
A1 „Survivor“ (Calderone club mix) – 9:26
A2 „Survivor“ (Calderone Drum Dub mix) – 6:45
B1 „Survivor“ (CB200 Club Anthem mix) – 6:20
B2 „Survivor“ (remix удължена версия с Да Брат) – 4:24
B3 „Survivor“ (Azza'z soul remix) – 4:30

### Американско DVD
1. „Survivor“
2. „Independent Women Part I“ (на живо от The Brits 2001)

### Европейско CD
1. „Survivor“ (албумна версия)
2. „Survivor“ (Azza'z soul remix радио редактиран)

### Британско CD (част 1)
1. „Survivor“ (албумна версия) – 4:14
2. „Survivor“ (Azza'z soul remix радио редактиран) – 3:56
3. „Survivor“ (Victor Calderone club mix) – 9:26

### Британско CD (част 2)
1. „Survivor“ (Jaimeson пълен вокален remix) – 6:19
2. „Independent Women Part I“ (на живо от The Brits 2001) – 3:52
3. „So Good“ (Maurice's soul remix) – 7:35
4. „Independent Women Part I“ (на живо от The Brits 2001 видео версия)

### Британска касета
1. „Survivor“ (албумна версия) – 4:14
2. „Survivor“ (Maurice's Soul Survivor mix) – 7:51

### Австралийско CD
1. „Survivor“ (албумна версия)
2. „So Good“ (Maurice's soul remix)
3. „So Good“ (Digital Black-N-Groove club mix)
4. „Independent Women Part I“ (Joe Smooth 200 Proof 2 Step Mix)